# 薩特利峰
薩特利峰（英語：Sutley Peak），是南極洲的山峰，位於埃爾斯沃思地，處於賴特峰以北，屬於瓊斯山的一部分，海拔高度1,400米，由明尼蘇達大學地質學會繪入地圖，現時由南極條約體系管理。